# Công viên Bronowice
Công viên Bronowice (tên trước đây: Công viên Foksal, tiếng Ba Lan: Park Bronowicki, Park Foksal) là một trong những công viên có từ thế kỷ 19 ở quận Bronowice, Lublin, Ba Lan. Tổng diện tích hiện nay khoảng 2,7 ha. Công viên tiếp giáp với các con đường: Phố Bronowicka và Chełmska (phía bắc), Phố Łęczyńska hoặc Podlaska (phía tây), Phố Fabryczna (phía nam).

## Lịch sử
Tên trước đây của công viên là Công viên Foksal (thuộc sở hữu tư nhân), được thành lập vào năm 1869 và trở thành công viên lâu đời thứ hai ở thành phố Lublin. Năm 1875, khu vực này được chính quyền thành phố mua lại. Cuối thế kỷ 19, đây là nơi rất phổ biến đối với cư dân ở Lublin. Lúc bấy giờ, công viên có một phòng bơm nước khoáng, một khu cho thuê nhà nghỉ và khu trượt patin.
Giai đoạn 1894-1920, một lò mổ hoạt động gần công viên dẫn đến số lượng du khách sụt giảm. Sau khi lò mổ bị đóng cửa, việc tân trang công viên được tiến hành. Một khu vui chơi dành cho trẻ em được mở trong công viên, nhưng bị hư hại nghiêm trọng trong Thế Chiến thứ hai. Công viên chính thức có tên trong danh sách di tích vào ngày 19 tháng 11 năm 1982. Hiện nay, công viên vẫn luôn mở cửa chào đón cư dân ở Lublin cũng như du khách đến để tìm kiếm sự bình yên và thư giãn.